# Еск (король Кенту)
Еск (давн-англ. Æsc, Esc, Oisc, Œric, Eosa; ? — близько 512) — напівлегендарний король Кенту , засновник правлячого дому Ескінгів.
Згідно класичній хронології, Еск був сином Хенгіста та правив у 488—512 роках. Але вірогідність достовірности цих відомостей украй низька.

## Ім’я
Більшість вчених виводить ім’я Еск − точніше, Ойск − від староанглійського ōs, «язичницький бог»: порівняйте скандинавське Áss, «бог-ас». Обидва слова походять від протогерманського *ansuz.
Іншу етимологію запропонував Бернард Меєс: на його думку, Oisc походить від германського кореня *an (наприклад, скандинавське anda ('дихати')) та суфікса *sk (інші прикметники з цим суфіксом значать щось типу «швидкий, живий, сміливий»).

## Життєпис
Як твердять наявні джерела, Еск походив зі знатного ютського роду, був сином знаменитого Хенгіста. Беда Превелебний — твердить, що насправді Еск звався Оррік, Еск було прізвиськом. Згідно з «Англосаксонським часописом», був співволодарем батька. Разом з батьком воював проти бриттів, брав участь у битвах при Ейлсфорді 455 року (де юти зазнали поразки), 456 року при Креганфорді, неподалік Лондінія (юти здобули перемогу), поході 465 року біля Віппедесфлета та невідомій битві 473 року.
У 488 році Еск став королем та королював до 512 року. На той час лідером германців був Елла, король Сассекса, що першим отримав титул бретвальди. Еску спадкував син Окта. Як твердить Вільям Мальмсберійський, Еск, на відміну від Хенгіста, був не загарбником, а оборонцем успадкованих земель.
Важко сказати, що тут правда, а що вимисел.